# Yttre Hamnskäret
Yttre Hamnskäret är en ö i Finland. Den ligger i Norra kvarken och i kommunen Korsholm i den ekonomiska regionen  Vasa i landskapet Österbotten, i den västra delen av landet. Ön ligger omkring 26 kilometer norr om Vasa och omkring 390 kilometer norr om Helsingfors.
Öns area är 36,4 hektar och dess största längd är 0,8 kilometer i sydöst-nordvästlig riktning.